# Залізнична платформа Забулга
Залізнична платформа Забулга (рос. Остановочная Платформа Забулга) — населений пункт (тип: залізнична станція) у Татарському районі Новосибірської області Російської Федерації.
Входить до складу муніципального утворення Дмитрієвська сільрада. Населення становить 0 осіб (2010).

## Історія
Згідно із законом від 2 червня 2004 року органом місцевого самоврядування є Дмитрієвська сільрада.

## Населення
| 2002 | 2007 | 2010 |
| ---- | ---- | ---- |
| 5    | ↘0   | →0   |